# Piero Bernacchi
(Un annuncio di Piero Bernacchi)
Pierfelice Bernacchi, detto Piero, (Castel del Piano, 4 dicembre 1942) è un annunciatore televisivo e giornalista italiano.

## Biografia
Si è laureato in Sociologia a Trento; nel 1966 era a Londra, dove ha lavorato per la BBC ed insegnato italiano alle scuole serali; ha inoltre viaggiato in Medio Oriente.
Nel 1972 ha cominciato a collaborare a giornali e riviste per poi diventare, nel 1977, giornalista e collaboratore come speaker al TG2 della Rai.
Il 4 luglio 1971 ha  tenuto a battesimo sul Secondo Programma radiofonico (oggi Radiodue) la trasmissione musicale Supersonic, alla cui conduzione si alternava con Paolo Testa, Paolo Francisci, Antonio De Robertis e Gigi Marziali. Nel 1976 passa al Giornale Radio della Rai. Lavora in televisione come speaker annunciando le Previsioni del tempo e le Estrazioni del Lotto su Rai 1 e su Rai 2.
Tra i notiziari che ha condotto c'é il Tg2 Stanotte e il Dal Parlamento su Rai 2 (dal 1983 al 1994). Fino al 2007 diede voce alle traduzioni delle interviste per il TG1 ed altri telegiornali Rai; sempre al Tg1 è stato l'annunciatore della rubrica domenicale di enogastronomia Terra & sapori.
Piero Bernacchi ha partecipato a varie trasmissioni televisive tra cui:  Quelli che... il calcio, Telesogni e L'una italiana.
Riappare in TV su Rai 1 nel 2006 durante la rubrica Tg1 Storia. Nel 2008 ha letto 3 capitoli dal Libro di Giobbe, durante la trasmissione dedicata alla Bibbia. È stata una delle voci della trasmissione Voyager, programma di Rai 2. Dal 2010, ricopre il ruolo di speaker a Rai Storia.
Attualmente insegna "Tecniche Espressive" e "Dizione per il radiotelevisivo" nella Scuola di Giornalismo dell'Università degli Studi Suor Orsola Benincasa di Napoli e nel Laboratorio Formazione Giornalisti della RAI. È scrittore e sceneggiatore (per RaiDUE L'ispettore anticrimine). Ha pubblicato racconti "gotici" per Newton Compton Editori (Racconti di Tenebra 1987, Racconti d'Incubo. AV 1988) e Camunia (Misteri. AV 1992), il racconto lungo Profumo alchemico (ed. Solfanelli 1992) e Racconti per Amore (AV. ed. Lucarini 1990).